# Almen
Almen est un village situé dans la commune néerlandaise de Lochem, dans la province de Gueldre. Le 1er janvier 2008, le village comptait 1 199 habitants.